# Варварівка (Славутська міська громада)

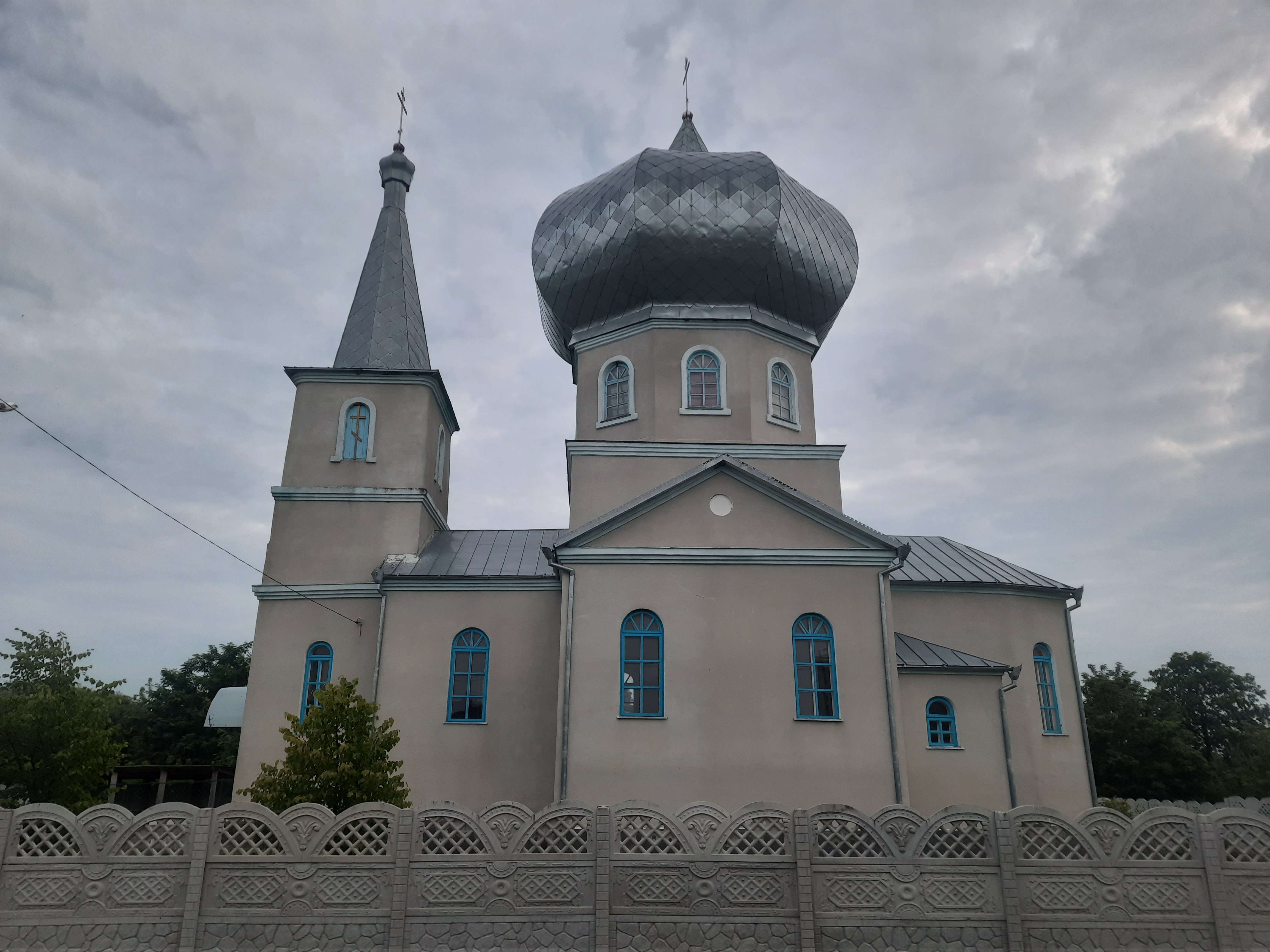
Церква Іллі Пророка

Варва́рівка (Барбарівка, Очеретяна) — село в Україні, у Славутській міській громаді Шепетівського району Хмельницької області. Населення становить близько 418 осіб.

## Походження назви
Названо на честь володарки Заслава Барбари Санґушкової третьої дружини Павла Санґушка, яка мала тут маєток. За 15 років подружнього життя народила 10 дітей, четверо з яких померло малолітніми. Свого часу вона була відома як поет і перекладач. Мала у Варшаві свій літературний салон. Друкувала книги з корисними та побожними порадами.

## Історія

### 17 — початок 20 століття
В кінці 19 століття в селі було 83 будинки і 517 жителів, церква Пресвятої Трійці відкрита у 1884 році, дерев'яна, побудована на місці старої 17 століття, церковно-парафіяльна школа діяла з 1868 року. Село належало князям Заславським, пізніше Санґушкам.
Діяв хімічний завод збудований у 1859 році німцями Гесселем та Ейгхорном. Виробляли — оцет, скипидар, самфін.

### Доба УНР та комуністичний терор
З 1917 — у складі УНР.
Село постраждало внаслідок геноциду українського народу, проведеного урядом СРСР 1932–1933 та 1946–1947. Комуністи вбили голодом 109 жителів села.
На території села містилася центральна садиба рослинницько-тваринницького колгоспу ім. XXII з'їзду КПРС. Площа орної землі колгоспу — 882 га.
В 1940 році колгосп ім. Шевченка цього села був учасником Всесоюзної сільськогосподарської виставки.
Станом на 1970 рік в селі працювали восьмирічна школа, клуб, бібліотека, фельдшерсько-акушерський пункт.

## Населення
Згідно з переписом УРСР 1989 року чисельність наявного населення села становила 528 осіб, з яких 243 чоловіки та 285 жінок.
За переписом населення України 2001 року в селі мешкало 412 осіб.

### Мова
Розподіл населення за рідною мовою за даними перепису 2001 року:
| Мова       | Відсоток |
| ---------- | -------- |
| українська | 98,80 %  |
| російська  | 0,72 %   |
| німецька   | 0,24 %   |
| інші       | 0,24 %   |

## Символіка

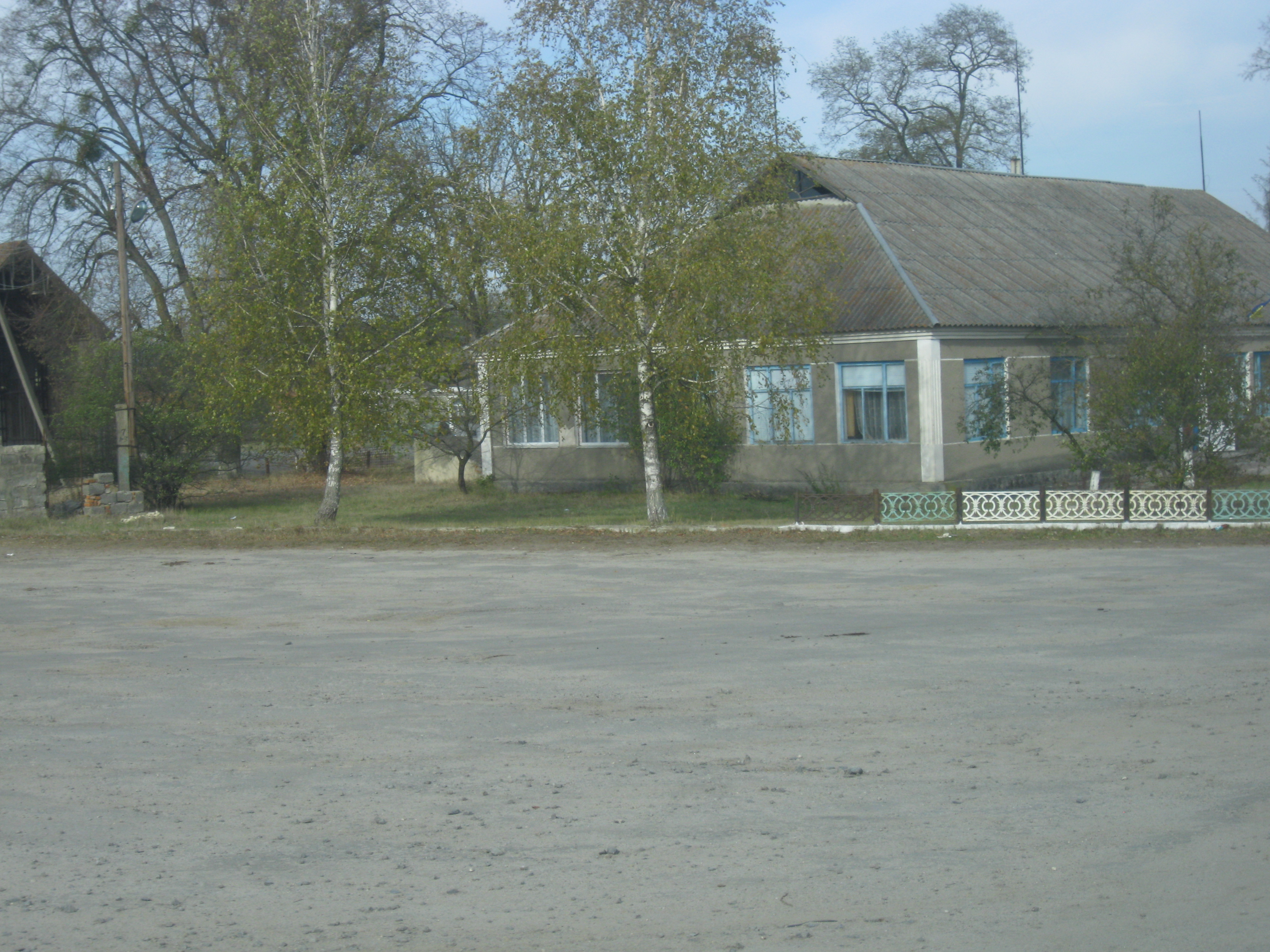
Село Варварівка

Затверджена 18 вересня 2015 року рішенням №6 L сесії сільської ради VI скликання.

### Герб
На золотому щиті з лазурової хвилястої бази виходить червоний мурований замок з трьома баштами, середня з яких вища, на кожній башті срібне вікно-бійниця. Зелена глава відділена соснопагоноподібно. Щит вписаний у декоративний картуш і увінчаний золотою сільською короною. Унизу картуша напис «ВАРВАРІВКА».
Мурований замок з бійницями — історична споруда, де жила Барбара, іменем якої і названо село. Хвиляста база — річка Горинь, на березі якої розташована Варварівка, соснопагоноподібна глава - символ густих соснових лісів, серед яких знаходиться село. Корона означає статус населеного пункту.

### Прапор
Квадратне полотнище складається з трьох горизонтальних смуг — зеленої, жовтої і синьої у співвідношенні 1:5:1, зелена і жовта розділені соснопагоноподібно, жовта і синя — хвилясто. З нижньої смуги виходить червоний мурований замок з трьома баштами, середня з яких вища, на кожній башті біле вікно-бійниця.

## Мовний склад населення
Згідно з переписом населення 2001 року українську мову назвали рідною 98,8% мешканців села.

## Археологічні знахідки
В районі села виявлено кургани доби бронзи і залишки могильника черняхівської культури.